# Деренівська ділянка
Дерені́вська діля́нка — ботанічна пам'ятка природи місцевого значення в Україні. Розташована на південно-східній околиці села Деренівка Тернопільського району Тернопільської області, поряд із лісовим урочищем, у межах стрімкого схилу північної експозиції. 
Площа — 2 га. Оголошено об'єктом природно-заповідного фонду рішенням виконкому Тернопільської обласної ради від 30 серпня 1990 року № 189. Перебуває у віданні місцевого сільсько-господарського підприємства.  
Під охороною — типові лучно-степові фітоценози. Особливо цінні горицвіт весняний, гадючник шестипелюстковий — рідкісні й такі, що перебувають на межі зникнення види рослин на території області. Також зростають шавлія лучна і кільчаста, парило звичайне, льонок жовтий, оман мечолистий, лядвенець рогатий та інші види, що мають наукове, пізнавальне й естетичне значення. Місце оселення корисної ентомофауни.